# Relations entre l'Afrique du Sud et le Japon
Les relations entre l'Afrique du Sud et le Japon désignent les relations internationales entre l'Afrique du Sud et le Japon. 

## Historique
En 1650, Jan van Riebeeck propose de vendre des peaux de bêtes sauvages d'Afrique du Sud au Japon.
En 1898, Furuya Komahei est le premier homme d'affaires japonais à ouvrir une boutique en Afrique du Sud. Le magasin du Cap était appelé Shoten Mikado. Il est resté ouvert jusqu'en 1942, lorsqu'il fut confisqué par le gouvernement sud-africain.
En 1904, les petites entreprises Iwasaki Kanzo à Durban ont été aidées par le ministère japonais de l'Agriculture et du Commerce.
En 1918, le Japon ouvre un consulat au Cap.
Les échanges commerciaux entre l'Afrique du Sud et le Japon se sont intensifiés à partir des années 60, les Japonais vivant en Afrique du Sud, dans le contexte de l'apartheid, recevant alors le statut honorifique de blanc honoraire. 
Depuis 1994, une plus grande coopération entre le Japon et l'Afrique du Sud ont été limités par des conflits internes bureaucratiques et institutionnelles dans les deux pays.